# Ernst Pohl (Fußballspieler)
Ernst bzw. Ernest Pohl, polnisch 1952 bis 1990 Ernest Pol, (* 3. November 1932 in Ruda, Polen; † 12. September 1995 in Hausach, Deutschland) war ein schlesischer Fußballspieler.

## Karriere

### Vereine
In Ruda (seit 1959 Ruda Śląska) geboren, begann er 13-jährig beim ortsansässigen Verein Slavia Ruda Śląska mit dem Fußballspielen. Dem Jugendalter entwachsen spielte er von 1950 bis 1952 zunächst für die zweite Mannschaft von Slavia Ruda Śląska, anschließend eine Saison lang für Orzeł Łódź aus der gleichnamigen Großstadt und anschließend, bis 1956, für den Erstligisten Legia Warschau. Mit den Warschauern gewann er zweimal in Folge das Double. Von 1956 bis 1967 bestritt er 209 Punktspiele für den Ligakonkurrenten Górnik Zabrze, für den er 143 Tore erzielte und damit zu acht polnischen Meisterschaften beitrug und einmal Pokalsieger wurde.
Die letzten beiden Spielzeiten absolvierte Pohl in den Vereinigten Staaten für Polonia Greenpoint New York und Wisła Garfield.

### Nationalmannschaft
Pohl bestritt von 1955 bis 1965 46 Länderspiele für die Nationalmannschaft Polens und erzielte mit 39 Toren eine beachtliche Quote. Er nahm am vom 26. August bis 10. September 1960 in Rom ausgetragenen olympischen Fußballturnier teil und bestritt alle drei Gruppenspiele. Im ersten, beim 6:1-Sieg gegen die Nationalmannschaft Tunesiens, erzielte er fünf Tore. Nachdem das zweite und dritte Gruppenspiel mit 1:2 und 0:2 gegen die Nationalmannschaft Dänemarks und Argentiniens verloren wurde, schied er mit seiner Mannschaft als Gruppendritter aus dem Turnier aus.

## Erfolge
Legia Warschau
- Polnischer Meister 1955, 1956
- Polnischer Pokalsieger 1955, 1956

Górnik Zabrze
- Polnischer Meister 1957, 1959, 1961, 1963, 1964, 1965, 1966, 1967
- Polnischer Pokalsieger 1965

## Auszeichnungen
- Fußballspieler des Jahres 1959, 1961, 1964
- Torschützenkönig 1954 (gemeinsam mit Henryk Kempny), 1959 (gemeinsam mit Jan Liberda), 1961

## Sonstiges
Pohl ist mit 186 Toren bis heute der erfolgreichste Torschütze der polnischen Fußballliga. Nach dem politischen Systemwechsel in Polen siedelte er 1989 oder 1990 nach Deutschland in den Schwarzwald über, wo seine Frau und seine Tochter bereits länger gelebt hatten. Pohl starb am 12. September 1995 im Alter von 62 Jahren in Hausach, einer Stadt im Ortenaukreis in Baden-Württemberg.
In Anwesenheit seiner Witwe Marianne Pohl wurde das Stadion von Górnik Zabrze am 5. April 2004 nach ihm benannt.